# Lee Smith (Filmeditor)
Lee Smith (* 1960 in Sydney, New South Wales) ist ein australischer Filmeditor. Bekannt wurde er durch seine Arbeit mit Peter Weir und Christopher Nolan.

## Leben
Nachdem er anfangs als Schnitt-Assistent tätig gewesen war, wechselte er in seiner Karriere permanent zwischen Ton- und Bildschnitt hin und her. Dies tat er einerseits aus pragmatischen Gründen, um langfristig beschäftigt zu sein und andererseits dadurch, dass er laut eigener Aussage sowieso mit dem Ton beim Bildschnitt arbeiten musste. („I never really saw a big difference between the two and as a picture editor I work heavily with sound.“) Allerdings schätzt er es auch, bei der Arbeit solange wie möglich ohne Musik zu arbeiten, denn gerade diese, so seine Theorie, überdecke viel und ließe keine exakte Analyse der Bilder zu. („My theory is that the longer you can resist putting music on a movie, the more you analyze and the more brutal you are on the images. Music is the great glue that can stick sequences together.“) Er schätzt längere Shots, die so wenig wie möglich CGI verwenden. Dies besonders bei Stanley Kubrick, allerdings auch bei Nolan und Weir, mit denen er jahrelang zusammenarbeitete. („Kubrick had a great vision and [made] great use of wide shots. Both Chris [Nolan] and Peter [Weir] are into that.“)
Mit dem australischen Regisseur Peter Weir verbindet ihn eine langjährige Zusammenarbeit, die unter anderem Filme wie Master & Commander, Die Truman Show und Fearless umfasst. Bereits als 22-Jähriger durfte Smith 1982 in Ein Jahr in der Hölle als Schnittassistent für William M. Anderson arbeiten. Doch nicht nur die Arbeit mit Anderson war für ihn eine Vorbereitung auf seine spätere Karriere, sondern auch die Zusammenarbeit mit Weir, über die Smith rückblickend sagte, dass er „ein junger Mann war und dies ihn so angespornt hat, so oft wie möglich mit ihm zusammenzuarbeiten, denn es war eine fantastische Erfahrung.“ („I was a young guy and it spurred me to work with him as many times as I could. It was a fantastic experience.“) Bis zum Jahr 2003 arbeitete er immer wieder mit Anderson und Weir zusammen und übernahm dabei sowohl den Ton- als auch Bildschnitt bei den jeweiligen Projekten. Mit Master & Commander war erstmals eigenständig für ein Projekt Weirs in der Verantwortung. Dies zeichnete sich durch eine Oscarnominierung für ihn aus. Dies war bis zum Jahr 2010 (The Way Back – Der lange Weg) der letzte gemeinsame Film. Über Weir sagt Smith, dass „er viele Ideen habe und stark daran interessiert sei, mit Klängen Stimmungen zu erzeugen.“ Daher sei es aufregend, mit ihm zusammenzuarbeiten. („He has a lot of ideas and is very interested in creating moods through sounds which makes him a very exciting director to work with.“) Auch Weir schätzt die Leistung Smiths und bezeichnete ihn schon mal als Sound Nut.
Auch mit dem britischen Regisseur Christopher Nolan verbindet ihn seit 2005 eine mehrjährige Zusammenarbeit. So zeichnete er sich bis 2010 ausschließlich für Nolans Filme Batman Begins, Prestige – Die Meister der Magie, The Dark Knight und Inception für den Schnitt verantwortlich. Diese Arbeit brachte ihm weltweite Anerkennung. Während dieser Zeit wurde er weltweit für die unterschiedlichsten Filmpreise nominiert und ausgezeichnet, darunter waren eine weitere Oscarnominierung und zwei Nominierungen für den British Academy Film Award. Als Christopher Nolan Anfang 2011 unerwartet nicht für den Regie-Oscar nominiert wurde, war das Medienecho um die Nichtnominierung für den Schnitt-Oscar für Smiths Arbeit an Inception nicht minder groß. Christopher Nolan meinte dazu nur, dass es ihn am meisten überrascht hätte, dass es keine Schnitt-Nominierung für Lee Smith gab. Er dachte, das sei eine klare Auszeichnung. („The thing I was most surprised about was no film editing nomination for Lee Smith. I thought he was a sure thing to win.“) Nachdem sich auch Hans Zimmer enttäuscht zeigte, meinte die Produzentin Emma Thomas, Ehefrau von Christopher Nolan, dass diese Ankündigung die größte Verwunderung ausgelöst hätte. („It really does remain perhaps the biggest head-scratcher of last week’s announcement.“)
Bei der Oscarverleihung 2018 wurde er zum dritten Mal nominiert, für Nolans Film Dunkirk und gewann damit seinen ersten Oscar.
Smith ist verheiratet. Er hat mit seiner Frau Kimberly zwei gemeinsame Kinder.

## Filmografie (Auswahl)
- 1982: Ein Jahr in der Hölle (The Year of Living Dangerously) (Schnitt Crew)
- 1986: Crabs... die Zukunft sind wir (Dead-End Drive In)
- 1987: Wolfmen (The Marsupials)
- 1989: Der Club der toten Dichter (Dead Poets' Society) (Schnitt Crew)
- 1989: Die Besucher (Communion)
- 1990: Green Card – Schein-Ehe mit Hindernissen (Green Card)
- 1990: RoboCop 2
- 1992: Lorenzos Öl (Lorenzo’s Oil)
- 1992: Überleben in Malaysia (Turtle Beach)
- 1993: Das Piano (The Piano) (Tonschnitt)
- 1993: Fearless – Jenseits der Angst (Fearless)
- 1996: Lilian's Story
- 1997: Joey
- 1998: Die Truman Show (The Truman Show)
- 2001: Army Go Home! (Buffalo Soldiers)
- 2003: Master & Commander – Bis ans Ende der Welt (Master and Commander: The Far Side of the World)
- 2005: Batman Begins
- 2006: Prestige – Die Meister der Magie (The Prestige)
- 2008: The Dark Knight
- 2010: Inception
- 2010: The Way Back – Der lange Weg (The Way Back)
- 2011: X-Men: Erste Entscheidung (X-Men: First Class)
- 2012: The Dark Knight Rises
- 2013: Elysium
- 2014: Interstellar
- 2015: James Bond 007: Spectre (Spectre)
- 2017: Dunkirk
- 2019: X-Men: Dark Phoenix (Dark Phoenix)
- 2019: 1917
- 2022: The 355
- 2022: Empire of Light
- 2024: Argylle
- 2024: The Unholy Trinity
- 2024: Better Man – Die Robbie Williams Story (Better Man)

## Nominierungen und Auszeichnungen
Oscar
- 2004: Bester Schnitt – Master & Commander (nominiert)
- 2009: Bester Schnitt – The Dark Knight (nominiert)
- 2018: Bester Schnitt – Dunkirk (gewonnen)

BAFTA Award
- 1994: Bester Ton – Das Piano (nominiert)
- 2009: Bester Schnitt – The Dark Knight (nominiert)
- 2011: Bester Schnitt – Inception (nominiert)
- 2018: Bester Schnitt – Dunkirk (nominiert)

Online Film Critics Society Awards
- 2008: Bester Schnitt – The Dark Knight (nominiert)
- 2010: Bester Schnitt – Inception (gewonnen)
- 2018: Bester Schnitt – Dunkirk (gewonnen)

Eddie Awards
- 2004: Best Edited Feature Film (Dramatic) – Master & Commander (nominiert)
- 2009: Best Edited Feature Film (Dramatic) – The Dark Knight (nominiert)
- 2011: Best Edited Feature Film (Dramatic) – Inception (nominiert)
- 2018: Best Edited Feature Film (Dramatic) – Dunkirk (gewonnen)